# Temple de les Inscripcions
El temple de les Inscripcions o temple I és un temple funerari començat a construir per Pacal el Gran (K'inich Janaab' Pakal) i acabat pel seu fill i successor K'inich Kan B'alam II poc després de la mort del rei (Ahau) Pacal l'any 683. Està situat en el complex de temples de la ciutat estat de Palenque (Lakam Ha), capital de la regió maia de B'akaal (avui a l'estat de Chiapas), i inclou la tomba subterrània del mateix Pacal, descoberta el 1949 per Alberto Ruz Lhuillier. El temple va ser declarat Patrimoni de la Humanitat per la UNESCO el 1987 junt amb la resta de la ciutat i del parc natural que l'envolta.

## La tomba de Pacal el Gran

Làpida del sarcòfag trobada dins la cripta

L'accés a la tomba estava situat sota una llosa del terra del temple que corona la piràmide esglaonada. Dos trams d'escales permeten accedir a la zona d'un altar circular i a la petita cripta on hi ha el gran sarcòfag de pedra tallada. Dins del sarcòfag, es va trobar el cadàver embalsamant del rei, amb un ric aixovar funerari fet principalment de jade. Davant de la cripta, es va trobar un enterrament col·lectiu amb sis cossos en molt mal estat de conservació.

## Galeria fotogràfica

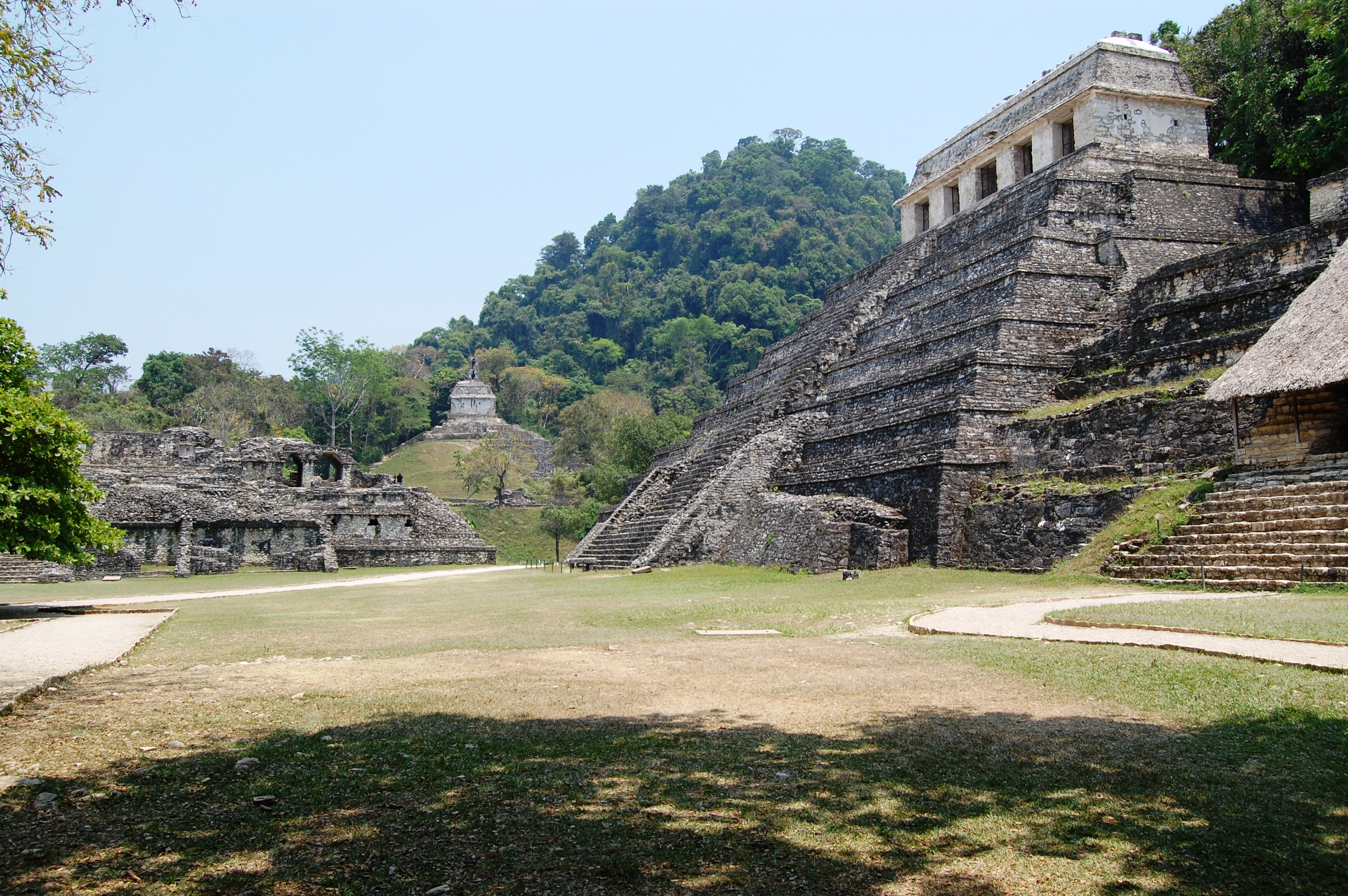
Lateral del temple
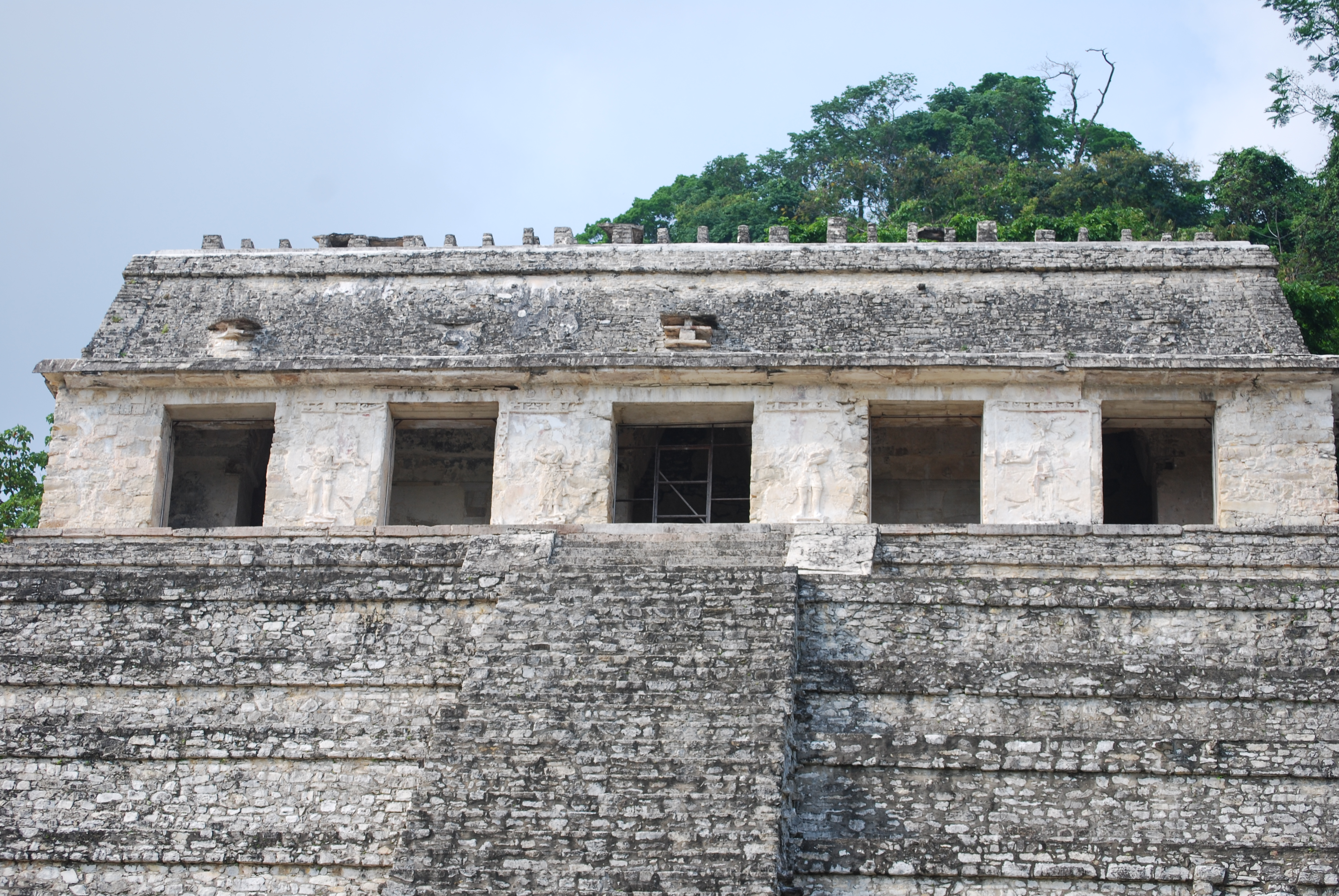
Part superior del temple, amb els plafons de les columnes
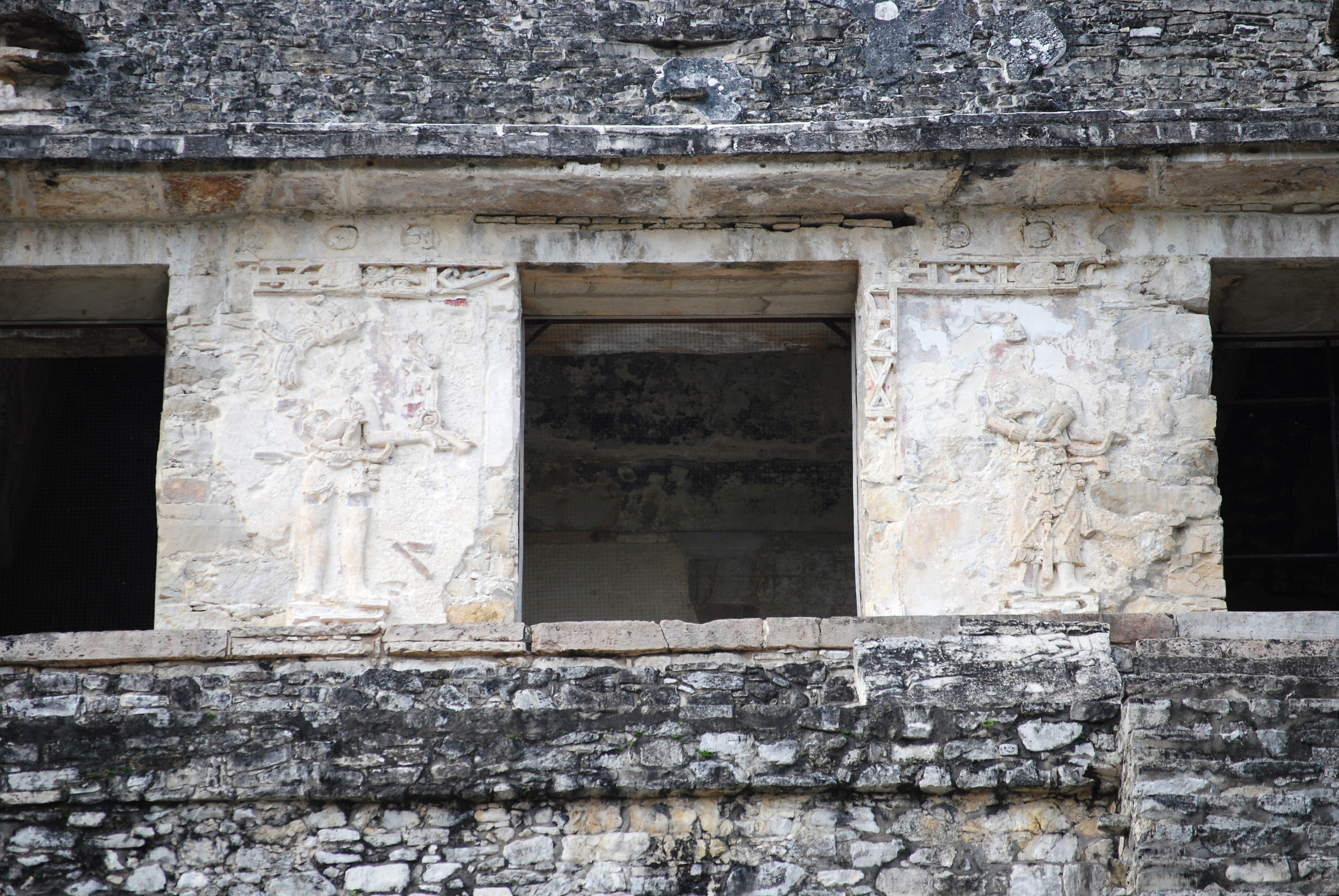
Detall de dos dels plafons
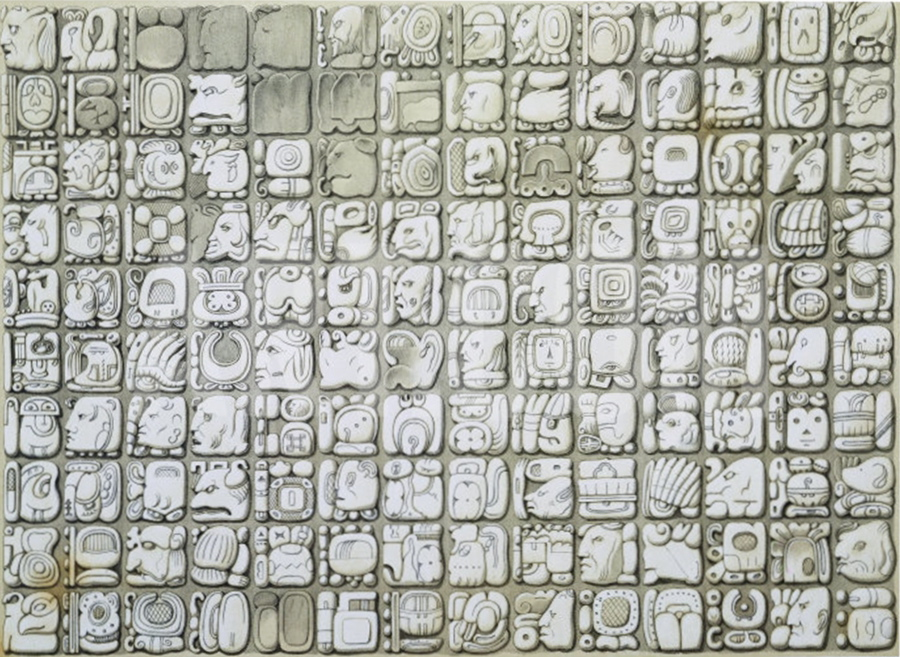
Còpia de les inscripcions del panell central feta per Jean Frédéric Waldeck cap al 1830